# Panzerjäger-Kaserne
Die Panzerjäger-Kaserne ist eine ehemalige Kaserne der Wehrmacht im Augsburger Stadtteil Kriegshaber.

## Geschichte
Die Panzerjäger-Kaserne wurde in der Mitte der 1930er-Jahre von der Wehrmacht auf einer schon seit 1806 militärisch genutzten Fläche errichtet und diente der Truppengattung der Panzerjäger, die speziell auf die Panzerabwehr ausgerichtet war. Die Kaserne bildete den nordwestlichen Teil eines militärischen Komplexes, der außerdem die Arras- und Somme-Kaserne umfasste. 1936/37 wurde für alle drei Kasernen ein gemeinsam genutztes Offizierskasino errichtet.
Die Panzerjäger-Kaserne blieb wie auch die anderen Teile des Kasernenkomplexes im Zweiten Weltkrieg nahezu unbeschädigt und wurde direkt nach Kriegsende von der US-amerikanischen Armee übernommen, die nach einer wenige Jahre dauernden Zwischennutzung im Jahr 1953 die drei bis dahin nach wie vor eigenständig geführten Kasernen zu den Reese Barracks zusammenlegte. Die Benennung erfolgte zu Ehren von James W. Reese, einem Träger der Medal of Honor, der im August 1943 auf Sizilien die Eroberung eines feindlichen Stützpunktes erheblich beigeführt hatte und dabei gefallen war. Im Nordosten der Panzerjäger-Kaserne wurde für die US-amerikanischen Soldaten ein Baseball-Spielfeld eingerichtet. Die Reese-Kaserne wurde von der US-Armee bis 1993/94 genutzt.

## Gegenwärtige Nutzung
Die Gebäude der ehemaligen Panzerjäger-Kaserne wurden in den letzten Jahren größtenteils in Wohnraum umgewandelt und sollen auf Dauer wie auch das restliche Gelände der Reese-Kaserne in einem städtebaulichen Entwicklungsprozess in den Stadtteil Kriegshaber integriert werden. Das ehemalige Offizierskasino der drei Kasernen wird heute als Kulturhaus Abraxas für kulturelle Veranstaltungen genutzt, das Baseball-Spielfeld ist nach wie vor in Betrieb.